# Marian Biskup
Marian Biskup (* 19. Dezember 1922 in Inowroclaw; † 16. April 2012 in Toruń) war ein polnischer Historiker.

## Leben
Marian Biskup lehrte als Professor für Spätmittelalterliche polnische und baltische Geschichte am Institut für Geschichte der Polnischen Akademie der Wissenschaften an der Universität Toruń. Er war Leiter der Arbeitsstelle für die Geschichte des östlichen Pommern. Seine Forschungsschwerpunkte waren die Geschichte Preußens, Pommerellens und des Ostseeraums sowie die Geschichte des Deutschen Ordens. Biskup war Mitglied der Internationalen Kommission zur Erforschung des Deutschen Ordens.

## Ehrungen
- Ehrenbürger von Elbląg (2007)

## Veröffentlichungen (Auswahl)
- mit Gerard Labuda: Dzieje zakonu krzyżackiego w Prusach. Gospodarka, społeczeństwo, państwo, ideologia. Wydawnictwo Morskie, Danzig 1986, (deutsch: Die Geschichte des Deutschen Ordens in Preußen. Wirtschaft, Gesellschaft, Staat, Ideologie (= Klio in Polen. 6). Aus dem Polnischen von Jürgen Heyde und Ulrich Kodur. Fibre, Osnabrück 2000, ISBN 3-929759-42-X).
- mit Jerzy Dobrzycki: Mikołaj Kopernik. Uczony i obywatel. Interpress, Warschau 1972, (deutsch: Nicolaus Copernicus. Gelehrter und Staatsbürger. Deutsch von Krystyna Oscilowska. Teubner, Leipzig 1983).
- Regesta Copernicana (= Studia Copernicana. 7, ISSN 0081-6701). Zakład Narodowy Imienia Ossolińskich u. a., Breslau u. a. 1973, (Digitalisat).

## Belege
1. ↑  Zmarł wybitny historyk – Wiadomości, polnisch, abgerufen am 16. April 2012

| Personendaten    | Personendaten         |
| ---------------- | --------------------- |
| NAME             | Biskup, Marian        |
| KURZBESCHREIBUNG | polnischer Historiker |
| GEBURTSDATUM     | 19. Dezember 1922     |
| GEBURTSORT       | Inowroclaw            |
| STERBEDATUM      | 16. April 2012        |
| STERBEORT        | Toruń                 |